# Свети Никола (Пласница)
Вижте пояснителната страница за други значения на Свети Никола.
„Свети Никола“ (на македонска литературна норма: „Свети Никола“) е средновековна църква в кичевското село Пласница, Северна Македония. Църквата е част от Бродското архиерейско наместничество на Дебърско-Кичевската епархия на Македонската православна църква – Охридска архиепископия.
Църквата е гробищен храм, разположен северно от селото. Изградена е и изписана в 1484 година според ктиторския ѝ надпис. Живописната програма е богата, като сред стенописите присъстват славянските просветители Свети Константин Кирил Философ и Свети Климент Охридски, което е доказателство за връзка с Охридската духовна и книжовна школа.